# 耍孩儿
耍孩儿是流行于山西北部地区、以曲牌名称命名的戏曲剧种。因其唱腔中咳腔较多，又被称为咳咳腔。

## 历史
耍孩儿的起源有待考证，一说为金、元《般涉调·耍孩儿》遗响，一说成于明、清俗曲。
据对应县大临河乡北楼口村关王庙乐楼题壁的考察，耍孩儿在道光年间已在晋北广泛流行。光绪以后，活动区域逐渐扩展，南至繁峙、代县，西迄宁武、神池，东达灵丘、广灵，北向内蒙古河套一带。
抗日战争时期，耍孩儿几乎绝迹；1954年，大仁县新成立的“工农剧团”（后改为“大同市民间戏剧团”）将耍孩儿重新搬上舞台。文化大革命时期，耍孩儿再度绝迹；文化大革命结束后，1980年应县耍孩儿剧团正式成立，1982年大同市耍孩儿剧团正式成立，耍孩儿重现舞台。2006年，耍孩儿入选第一批国家级非物质文化遗产名录。
由于应县耍孩儿剧团成立时间长、长年流动演出，在群众中影响大，雁北的耍孩儿戏也称为“应县耍孩儿戏”。

## 特色
《中国戏剧志》对耍孩儿的表演特色总结为：
1. 舞蹈性较强
2. 夸张幅度较大，丑角尤为突出
3. 生活气息浓[2]